# Maulana Bhasani Hockey Stadium
Maulana Bhasani Hockey Stadium est un stade de hockey sur gazon situé à Dhaka, au Bangladesh. C'est le premier stade de hockey au Bangladesh et aussi le siège de la Bangladesh Hockey Federation,.